# Liste des monuments historiques de Seine-et-Marne (ouest)
Cet article recense les monuments historiques de l'ouest de la Seine-et-Marne, en France.

## Liste
Cette liste comprend les communes des arrondissements de Fontainebleau, Melun et Torcy (ouest et sud du département).
Du fait du nombre de protections dans la seule commune de Fontainebleau, elle dispose d'une liste à part : voir la liste des monuments historiques de Fontainebleau.
| Monument                                                            | Commune                       | Adresse                                                                   | Coordonnées                      | Notice                        | Protection            | Date                     | Illustration                                                        |
| ------------------------------------------------------------------- | ----------------------------- | ------------------------------------------------------------------------- | -------------------------------- | ----------------------------- | --------------------- | ------------------------ | ------------------------------------------------------------------- |
| Église Sainte-Fare d'Achères-la-Forêt                               | Achères-la-Forêt              |                                                                           | 48° 21′ 16″ nord, 2° 34′ 15″ est | « PA00086792 »                | Inscrit               | 1926                     | Église Sainte-Fare d'Achères-la-Forêt                               |
| Église Notre-Dame-de-l'Assomption d'Amponville                      | Amponville                    |                                                                           | 48° 16′ 45″ nord, 2° 31′ 44″ est | « PA00086794 »                | Inscrit               | 1926                     | Église Notre-Dame-de-l'Assomption d'Amponville                      |
| Église Saint-Éloi d'Arbonne-la-Forêt                                | Arbonne-la-Forêt              |                                                                           | 48° 24′ 50″ nord, 2° 33′ 54″ est | « PA00086795 »                | Inscrit               | 1926                     | Église Saint-Éloi d'Arbonne-la-Forêt                                |
| Église Saints-Pierre-et-Paul d'Arville                              | Arville                       |                                                                           | 48° 11′ 16″ nord, 2° 32′ 53″ est | « PA00086796 »                | Classé                | 1922                     | Église Saints-Pierre-et-Paul d'Arville                              |
| Borne fleurdelysée n°27 (Aubepierre-Ozouer-le-Repos)                | Aubepierre-Ozouer-le-Repos    | R.D. 619                                                                  | 48° 35′ 50″ nord, 2° 54′ 20″ est | « PA00086797 »                | Classé                | 1964                     | Borne fleurdelysée n°27 (Aubepierre-Ozouer-le-Repos)                |
| Église Saint-Aubin d'Ozouer-le-Repos                                | Aubepierre-Ozouer-le-Repos    | Ozouer-le-Repos                                                           | 48° 36′ 39″ nord, 2° 54′ 38″ est | « PA00086798 »                | Inscrit               | 1987                     | Église Saint-Aubin d'Ozouer-le-Repos                                |
| Église Saint-Christophe d'Aubepierre                                | Aubepierre-Ozouer-le-Repos    | Aubepierre                                                                | 48° 37′ 51″ nord, 2° 53′ 12″ est | « PA00086799 »                | Inscrit               | 1987                     | Église Saint-Christophe d'Aubepierre                                |
| Église Saint-Martin d'Aufferville                                   | Aufferville                   |                                                                           | 48° 12′ 52″ nord, 2° 36′ 37″ est | « PA00086800 »                | Inscrit               | 1926                     | Église Saint-Martin d'Aufferville                                   |
| Couvent des Carmes d'Avon                                           | Avon                          | Rue Père-Maurice                                                          | 48° 24′ 20″ nord, 2° 43′ 12″ est | « PA00086802 »                | Inscrit               | 1926 1994                | Couvent des Carmes d'Avon                                           |
| Église Saint-Pierre d'Avon                                          | Avon                          |                                                                           | 48° 24′ 19″ nord, 2° 43′ 16″ est | « PA00086803 »                | Classé                | 1908                     | Église Saint-Pierre d'Avon                                          |
| Prieuré des Basses-Loges                                            | Avon                          | 9 avenue du Général-de-Gaulle                                             | 48° 25′ 11″ nord, 2° 44′ 09″ est | « PA00087346 »                | Inscrit               | 1991                     | Prieuré des Basses-Loges                                            |
| Chapelle de Glandelles                                              | Bagneaux-sur-Loing            |                                                                           | 48° 12′ 48″ nord, 2° 42′ 55″ est | « PA00086804 »                | Inscrit               | 1926                     | Chapelle de Glandelles                                              |
| Atelier de Jean-François Millet                                     | Barbizon                      | 27 Grande-Rue                                                             | 48° 26′ 39″ nord, 2° 36′ 29″ est | « PA00086806 »                | Inscrit               | 1947                     | Atelier de Jean-François Millet                                     |
| Auberge Ganne                                                       | Barbizon                      | 92 Grande-Rue                                                             | 48° 26′ 46″ nord, 2° 36′ 09″ est | « PA00086807 »                | Inscrit               | 1984                     | Auberge Ganne                                                       |
| Château de Beaumont-du-Gâtinais                                     | Beaumont-du-Gâtinais          |                                                                           | 48° 08′ 11″ nord, 2° 28′ 26″ est | « PA00086810 »                | Inscrit               | 1984                     | Château de Beaumont-du-Gâtinais                                     |
| Église Saint-Barthélemy de Beaumont-du-Gâtinais                     | Beaumont-du-Gâtinais          |                                                                           | 48° 08′ 10″ nord, 2° 28′ 29″ est | « PA00086811 »                | Classé                | 1922                     | Église Saint-Barthélemy de Beaumont-du-Gâtinais                     |
| Halles de Beaumont-du-Gâtinais                                      | Beaumont-du-Gâtinais          |                                                                           | 48° 08′ 11″ nord, 2° 28′ 30″ est | « PA00086812 »                | Classé                | 1922                     | Halles de Beaumont-du-Gâtinais                                      |
| Église Saint-Maurice de Blandy (Seine-et-Marne)                     | Blandy                        |                                                                           | 48° 34′ 04″ nord, 2° 46′ 52″ est | « PA00086818 »                | Classé                | 1944                     | Église Saint-Maurice de Blandy (Seine-et-Marne)                     |
| Château de Blandy-les-Tours                                         | Blandy-les-Tours              |                                                                           | 48° 34′ 02″ nord, 2° 46′ 53″ est | « PA00086817 »                | Classé                | 1889                     | Château de Blandy-les-Tours                                         |
| Église Saint-Victor de Blennes                                      | Blennes                       |                                                                           | 48° 15′ 27″ nord, 3° 01′ 25″ est | « PA00086819 »                | Inscrit               | 1926                     | Église Saint-Victor de Blennes                                      |
| Église Saint-Pierre de Bois-le-Roi                                  | Bois-le-Roi                   |                                                                           | 48° 28′ 18″ nord, 2° 42′ 02″ est | « PA00086820 »                | Inscrit               | 1926                     | Église Saint-Pierre de Bois-le-Roi                                  |
| Château de Boissise-le-Roi                                          | Boissise-le-Roi               |                                                                           | 48° 31′ 42″ nord, 2° 34′ 26″ est | « PA00086821 »                | Inscrit               | 1970                     | Château de Boissise-le-Roi                                          |
| Église Saint-Denis de Boissise-le-Roi                               | Boissise-le-Roi               |                                                                           | 48° 31′ 42″ nord, 2° 34′ 24″ est | « PA00086822 »                | Inscrit               | 1949                     | Église Saint-Denis de Boissise-le-Roi                               |
| Église Saint-Martin de Boissy-aux-Cailles                           | Boissy-aux-Cailles            |                                                                           | 48° 19′ 06″ nord, 2° 30′ 17″ est | « PA00086823 »                | Inscrit               | 1926                     | Église Saint-Martin de Boissy-aux-Cailles                           |
| Château de Bombon                                                   | Bombon                        |                                                                           | 48° 33′ 59″ nord, 2° 51′ 38″ est | « PA00086824 »                | Inscrit               | 1949                     | Château de Bombon                                                   |
| Église Saint-Germain de Bombon                                      | Bombon                        |                                                                           | 48° 34′ 27″ nord, 2° 51′ 32″ est | « PA00087334 »                | Inscrit               | 1990                     | Église Saint-Germain de Bombon                                      |
| Maison forte des Époisses                                           | Bombon                        | Les Époisses                                                              | 48° 35′ 19″ nord, 2° 52′ 08″ est | « PA00086825 »                | Classé                | 1981                     | Maison forte des Époisses                                           |
| Église de la Nativité-de-la-Sainte-Vierge de Bougligny              | Bougligny                     |                                                                           | 48° 11′ 49″ nord, 2° 39′ 28″ est | « PA00086826 »                | Inscrit               | 1926                     | Église de la Nativité-de-la-Sainte-Vierge de Bougligny              |
| Château de Bourron                                                  | Bourron-Marlotte              |                                                                           | 48° 20′ 26″ nord, 2° 41′ 46″ est | « PA00086827 »                | Inscrit Classé        | 1926 1971                | Château de Bourron                                                  |
| Église Saint-Sévère de Bourron-Marlotte                             | Bourron-Marlotte              |                                                                           | 48° 20′ 24″ nord, 2° 41′ 58″ est | « PA00086828 »                | Inscrit               | 1926                     | Église Saint-Sévère de Bourron-Marlotte                             |
| Immeuble (Cave voûtée)                                              | Bourron-Marlotte              | Marlotte 162bis rue du Général-Leclerc                                    | 48° 20′ 26″ nord, 2° 43′ 03″ est | « PA00086829 »                | Inscrit               | 1926                     | Immeuble (Cave voûtée)                                              |
| Église Saint-Loup-de-Sens de Bransles                               | Bransles                      |                                                                           | 48° 09′ 09″ nord, 2° 50′ 07″ est | « PA00086830 »                | Inscrit               | 1926                     | Église Saint-Loup-de-Sens de Bransles                               |
| Château de Brie-Comte-Robert                                        | Brie-Comte-Robert             |                                                                           | 48° 41′ 33″ nord, 2° 36′ 39″ est | « PA00086835 »                | Classé                | 1925                     | Château de Brie-Comte-Robert                                        |
| Église Saint-Étienne de Brie-Comte-Robert                           | Brie-Comte-Robert             |                                                                           | 48° 41′ 25″ nord, 2° 36′ 31″ est | « PA00086836 »                | Classé                | 1840                     | Église Saint-Étienne de Brie-Comte-Robert                           |
| Hôtel-Dieu de Brie-Comte-Robert                                     | Brie-Comte-Robert             |                                                                           | 48° 41′ 28″ nord, 2° 36′ 33″ est | « PA00086837 »                | Classé                | 1840                     | Hôtel-Dieu de Brie-Comte-Robert                                     |
| Château de Brou                                                     | Brou-sur-Chantereine          | 3 avenue Victor-Thiébaut                                                  | 48° 53′ 16″ nord, 2° 37′ 58″ est | « PA00086839 »                | Classé                | 1984                     | Château de Brou                                                     |
| Église Saint-Amand de Burcy                                         | Burcy                         | Grande-Rue                                                                | 48° 14′ 21″ nord, 2° 31′ 19″ est | « PA00086840 »                | Inscrit               | 1985                     | Église Saint-Amand de Burcy                                         |
| Château du Genitoy                                                  | Bussy-Saint-Georges           |                                                                           | 48° 50′ 11″ nord, 2° 43′ 48″ est | « PA77000001 »                | Inscrit               | 1996                     | Château du Genitoy                                                  |
| Colombier du château de Bussy-Saint-Georges                         | Bussy-Saint-Georges           |                                                                           | 48° 50′ 38″ nord, 2° 41′ 51″ est | « PA00086842 »                | Inscrit               | 1987                     | Colombier du château de Bussy-Saint-Georges                         |
| Église Saint-Martin de Bussy-Saint-Martin                           | Bussy-Saint-Martin            |                                                                           | 48° 51′ 00″ nord, 2° 41′ 25″ est | « PA00086843 »                | Classé                | 1921 1987                | Église Saint-Martin de Bussy-Saint-Martin                           |
| Dolmen de la Roche aux Loups                                        | Buthiers                      |                                                                           | 48° 16′ 35″ nord, 2° 27′ 33″ est | « PA00086844 »                | Classé                | 1973                     | Dolmen de la Roche aux Loups                                        |
| Vestiges archéologiques (Rocher au Barbu et grotte de la Hache)     | Buthiers                      | Route d'Auxy                                                              | 48° 17′ 41″ nord, 2° 26′ 19″ est | « PA77000034 »                | Inscrit               | 2 novembre 2018          | Vestiges archéologiques(Rocher au Barbu et grotte de la Hache)      |
| Moulin de Choiseau                                                  | Cély                          | Route de Fontainebleau                                                    | 48° 27′ 13″ nord, 2° 32′ 33″ est | « PA00086847 »                | Classé                | 1985                     | Moulin de Choiseau                                                  |
| Auberge du Cheval Blanc                                             | Chailly-en-Bière              | 8 route de Paris                                                          | 48° 27′ 59″ nord, 2° 36′ 26″ est | « PA00086849 »                | Inscrit               | 1984                     | Auberge du Cheval Blanc                                             |
| Église Saint-Paul de Chailly-en-Bière                               | Chailly-en-Bière              |                                                                           | 48° 27′ 58″ nord, 2° 36′ 29″ est | « PA00086850 »                | Inscrit               | 1926                     | Église Saint-Paul de Chailly-en-Bière                               |
| Église Saint-Eutrope de Lagerville                                  | Chaintreaux                   | Lagerville                                                                | 48° 10′ 54″ nord, 2° 49′ 52″ est | « PA00132993 »                | Inscrit               | 1994                     | Église Saint-Eutrope de Lagerville                                  |
| Église Saint-Pierre-et-Saint-Paul de Chaintreaux                    | Chaintreaux                   |                                                                           | 48° 11′ 57″ nord, 2° 49′ 15″ est | « PA00086852 »                | Inscrit               | 1949                     | Église Saint-Pierre-et-Saint-Paul de Chaintreaux                    |
| Église Notre-Dame de Champagne-sur-Seine                            | Champagne-sur-Seine           |                                                                           | 48° 24′ 20″ nord, 2° 47′ 54″ est | « PA00086857 »                | Inscrit               | 1926                     | Église Notre-Dame de Champagne-sur-Seine                            |
| Château d'Aunoy                                                     | Champeaux                     |                                                                           | 48° 34′ 31″ nord, 2° 48′ 04″ est | « PA00086859 »                | Inscrit               | 1986                     | Château d'Aunoy                                                     |
| Collégiale Saint-Martin de Champeaux                                | Champeaux                     |                                                                           | 48° 35′ 09″ nord, 2° 48′ 28″ est | « PA00086860 »                | Classé                | 1840                     | Collégiale Saint-Martin de Champeaux                                |
| Château de Champs-sur-Marne                                         | Champs-sur-Marne              |                                                                           | 48° 51′ 14″ nord, 2° 36′ 15″ est | « PA00086861 »                | Classé                | 1935 2019                | Château de Champs-sur-Marne                                         |
| Château de La Chapelle-Gauthier                                     | La Chapelle-Gauthier          | Boulevard Danger Rue du Pressoir                                          | 48° 33′ 03″ nord, 2° 54′ 04″ est | « PA00086862 »                | Classé                | 1990                     | Château de La Chapelle-Gauthier                                     |
| Église Saint-Martin de La Chapelle-Gauthier                         | La Chapelle-Gauthier          |                                                                           | 48° 33′ 01″ nord, 2° 54′ 01″ est | « PA00086863 »                | Inscrit               | 1931                     | Église Saint-Martin de La Chapelle-Gauthier                         |
| Église Sainte-Geneviève de La Chapelle-la-Reine                     | La Chapelle-la-Reine          |                                                                           | 48° 18′ 57″ nord, 2° 34′ 06″ est | « PA00086864 »                | Classé                | 1862                     | Église Sainte-Geneviève de La Chapelle-la-Reine                     |
| Église Saint-Corneille de Chartrettes                               | Chartrettes                   |                                                                           | 48° 29′ 19″ nord, 2° 42′ 01″ est | « PA00086867 »                | Inscrit               | 1946                     | Église Saint-Corneille de Chartrettes                               |
| Abbaye Saint-Séverin de Château-Landon                              | Château-Landon                |                                                                           | 48° 09′ 01″ nord, 2° 42′ 32″ est | « PA00086868 »                | Inscrit Classé        | 1926 1937                | Abbaye Saint-Séverin de Château-Landon                              |
| Basilique Saint-Thugal de Château-Landon                            | Château-Landon                |                                                                           | 48° 09′ 00″ nord, 2° 42′ 22″ est | « PA00086876 »                | Inscrit               | 1926                     | Basilique Saint-Thugal de Château-Landon                            |
| Château de Chancepoix                                               | Château-Landon                |                                                                           | 48° 10′ 24″ nord, 2° 42′ 14″ est | « PA00086869 »                | Inscrit               | 1926                     | Image manquante Téléverser                                          |
| Église Notre-Dame-de-l'Assomption de Château-Landon                 | Château-Landon                |                                                                           | 48° 08′ 57″ nord, 2° 42′ 07″ est | « PA00086870 »                | Classé                | 1840                     | Église Notre-Dame-de-l'Assomption de Château-Landon                 |
| Église Saint-André de Château-Landon                                | Château-Landon                | 37 rue Charles-de-Gaulle                                                  | 48° 08′ 40″ nord, 2° 41′ 59″ est | « PA00086871 »                | Inscrit               | 1987                     | Église Saint-André de Château-Landon                                |
| Hôtel de la Monnaie                                                 | Château-Landon                | Rue de la Monnaie Rue du Porche                                           | 48° 08′ 56″ nord, 2° 41′ 55″ est | « PA00086873 »                | Inscrit               | 1926                     | Hôtel de la Monnaie                                                 |
| Hôtel-Dieu de Château-Landon                                        | Château-Landon                | 29 rue Jean-Galland                                                       | 48° 08′ 55″ nord, 2° 42′ 07″ est | « PA00086872 »                | Inscrit               | 1986                     | Hôtel-Dieu de Château-Landon                                        |
| Porte Madeleine                                                     | Château-Landon                |                                                                           | 48° 09′ 00″ nord, 2° 42′ 13″ est | « PA00086874 »                | Inscrit               | 1926                     | Porte Madeleine                                                     |
| Tour Saint-André de Château-Landon                                  | Château-Landon                | 37 rue Charles-de-Gaulle                                                  | 48° 08′ 40″ nord, 2° 41′ 59″ est | « PA00086875 »                | Classé                | 1990                     | Tour Saint-André de Château-Landon                                  |
| Église Sainte-Madeleine du Châtelet-en-Brie                         | Le Châtelet-en-Brie           |                                                                           | 48° 30′ 18″ nord, 2° 47′ 39″ est | « PA00086878 »                | Classé                | 1921                     | Église Sainte-Madeleine du Châtelet-en-Brie                         |
| Château de Châtenoy                                                 | Châtenoy                      |                                                                           | 48° 14′ 03″ nord, 2° 37′ 34″ est | « PA00086879 »                | Inscrit               | 1926                     | Château de Châtenoy                                                 |
| Église Saint-Loup-de-Sens de Châtenoy                               | Châtenoy                      |                                                                           | 48° 14′ 00″ nord, 2° 37′ 31″ est | « PA00086880 »                | Inscrit               | 1926                     | Église Saint-Loup-de-Sens de Châtenoy                               |
| Manoir de Châtenoy                                                  | Châtenoy                      |                                                                           | 48° 14′ 03″ nord, 2° 37′ 34″ est | « PA00086881 »                | Inscrit               | 1926                     | Manoir de Châtenoy                                                  |
| Château de Châtillon-la-Borde                                       | Châtillon-la-Borde            | 15 Grande-Rue                                                             | 48° 31′ 51″ nord, 2° 50′ 05″ est | « PA00086882 »                | Inscrit               | 1987                     | Château de Châtillon-la-Borde                                       |
| Château des Boulayes                                                | Châtres                       |                                                                           | 48° 43′ 29″ nord, 2° 47′ 48″ est | « PA00086883 »                | Inscrit               | 1946                     | Château des Boulayes                                                |
| Église Saints-Pierre-et-Paul de Chaumes-en-Brie                     | Chaumes-en-Brie               |                                                                           | 48° 39′ 58″ nord, 2° 50′ 32″ est | « PA00086885 »                | Classé                | 1942                     | Église Saints-Pierre-et-Paul de Chaumes-en-Brie                     |
| Abbaye de Chelles                                                   | Chelles                       | Cour du Couvent 1-11, 21, 23 rue Louis-Eterlet 2bis, 4 rue Adolphe-Besson | 48° 52′ 40″ nord, 2° 35′ 24″ est | « PA00086886 »                | Classé                | 1974 1984                | Abbaye de Chelles                                                   |
| Monument de Chilpéric                                               | Chelles                       |                                                                           | 48° 52′ 34″ nord, 2° 35′ 15″ est | « PA00086887 »                | Classé                | 1862                     | Monument de Chilpéric                                               |
| Église Saint-Sulpice de Chenou                                      | Chenou                        |                                                                           | 48° 09′ 58″ nord, 2° 39′ 34″ est | « PA00086890 »                | Inscrit               | 1926                     | Église Saint-Sulpice de Chenou                                      |
| Église Saint-Fiacre de Chevrainvilliers                             | Chevrainvilliers              |                                                                           | 48° 14′ 40″ nord, 2° 36′ 53″ est | « PA00086891 »                | Inscrit               | 1926                     | Église Saint-Fiacre de Chevrainvilliers                             |
| Abbaye de Villechasson                                              | Chevry-en-Sereine             |                                                                           | 48° 14′ 57″ nord, 2° 58′ 30″ est | « PA00086892 »                | Inscrit               | 1976                     | Abbaye de Villechasson                                              |
| Château de Chevry-en-Sereine                                        | Chevry-en-Sereine             |                                                                           | 48° 15′ 03″ nord, 2° 56′ 07″ est | « PA00086893 »                | Classé Inscrit        | 1966 1993                | Château de Chevry-en-Sereine                                        |
| Église Saint-Julien de Chevry-en-Sereine                            | Chevry-en-Sereine             |                                                                           | 48° 15′ 14″ nord, 2° 56′ 33″ est | « PA00086894 »                | Classé                | 1990                     | Église Saint-Julien de Chevry-en-Sereine                            |
| Ferme de Lamirault                                                  | Collégien & Croissy-Beaubourg | Chemin de la Ferme de Lamirault                                           | 48° 49′ 07″ nord, 2° 40′ 40″ est | « PA00086897 »                | Inscrit               | 1985                     | Ferme de Lamirault                                                  |
| Église Notre-Dame-de-l'Assomption de Conches-sur-Gondoire           | Conches-sur-Gondoire          |                                                                           | 48° 51′ 22″ nord, 2° 43′ 00″ est | « PA00086898 »                | Classé Inscrit        | 1978 2016                | Église Notre-Dame-de-l'Assomption de Conches-sur-Gondoire           |
| Château de Coupvray                                                 | Coupvray                      |                                                                           | 48° 53′ 20″ nord, 2° 47′ 44″ est | « PA00086907 »                | Inscrit               | 1988                     | Château de Coupvray                                                 |
| Ferme du Couvent                                                    | Coupvray                      |                                                                           | 48° 53′ 12″ nord, 2° 47′ 31″ est | « PA00086908 »                | Inscrit               | 1988                     | Ferme du Couvent                                                    |
| Maison natale de Louis Braille                                      | Coupvray                      |                                                                           | 48° 53′ 40″ nord, 2° 47′ 31″ est | « PA00086909 »                | Inscrit               | 1966                     | Maison natale de Louis Braille                                      |
| Château de Courquetaine                                             | Courquetaine                  | 2 rue de Villepatour                                                      | 48° 40′ 38″ nord, 2° 44′ 41″ est | « PA00086911 »                | Inscrit               | 1989                     | Château de Courquetaine                                             |
| Église Saint-Geneviève de Courtomer                                 | Courtomer                     |                                                                           | 48° 39′ 13″ nord, 2° 54′ 11″ est | « PA00086912 »                | Inscrit               | 1989                     | Église Saint-Geneviève de Courtomer                                 |
| Pierre Couvée                                                       | Courtomer                     |                                                                           | 48° 39′ 16″ nord, 2° 53′ 18″ est | « PA00086913 »                | Classé                | 1971                     | Pierre Couvée                                                       |
| Église Saint-Médard de Courtry                                      | Courtry                       |                                                                           | 48° 55′ 07″ nord, 2° 36′ 14″ est | « PA00086914 »                | Inscrit               | 1975                     | Église Saint-Médard de Courtry                                      |
| Ferme de Lamirault                                                  | Croissy-Beaubourg & Collégien | Chemin de la Ferme de Lamirault                                           | 48° 49′ 07″ nord, 2° 40′ 40″ est | « PA00086917 »                | Inscrit               | 1985                     | Ferme de Lamirault                                                  |
| Abbaye du Lys                                                       | Dammarie-lès-Lys              |                                                                           | 48° 31′ 06″ nord, 2° 37′ 55″ est | « PA00086923 »                | Classé                | 1930                     | Abbaye du Lys                                                       |
| Château de Diant                                                    | Diant                         |                                                                           | 48° 16′ 45″ nord, 2° 59′ 42″ est | « PA00086927 »                | Inscrit               | 1946 1989                | Château de Diant                                                    |
| Croix du carrefour des Noues                                        | Diant                         | Carrefour des Noues                                                       | 48° 18′ 00″ nord, 2° 59′ 53″ est | « PA00087132 »                | Inscrit               | 1946                     | Croix du carrefour des Noues                                        |
| Pierre aux Couteaux                                                 | Diant                         |                                                                           | 48° 17′ 04″ nord, 3° 00′ 19″ est | « PA00086928 »                | Classé                | 1889                     | Pierre aux Couteaux                                                 |
| Église Saint-Martin de Dormelles                                    | Dormelles                     |                                                                           | 48° 18′ 58″ nord, 2° 54′ 02″ est | « PA00086932 »                | Inscrit Classé        | 1926 1931                | Église Saint-Martin de Dormelles                                    |
| Ferme de Saint-Gervais                                              | Dormelles                     |                                                                           | 48° 19′ 06″ nord, 2° 54′ 05″ est | « PA00086933 »                | Inscrit               | 1949                     | Ferme de Saint-Gervais                                              |
| Fort de Challeau                                                    | Dormelles                     |                                                                           | 48° 19′ 13″ nord, 2° 52′ 49″ est | « PA00086934 »                | Inscrit               | 1975                     | Fort de Challeau                                                    |
| Pierre Plantée                                                      | Dormelles                     |                                                                           | 48° 18′ 36″ nord, 2° 52′ 14″ est | « PA00086935 »                | Classé                | 1900                     | Pierre Plantée                                                      |
| Église Saint-Laurent des Écrennes                                   | Les Écrennes                  |                                                                           | 48° 30′ 12″ nord, 2° 51′ 26″ est | « PA00086939 »                | Inscrit               | 1972                     | Église Saint-Laurent des Écrennes                                   |
| Château d'Égreville                                                 | Égreville                     |                                                                           | 48° 10′ 28″ nord, 2° 52′ 07″ est | « PA00086946 »                | Inscrit               | 1926 2002                | Château d'Égreville                                                 |
| Église Saint-Martin d'Égreville                                     | Égreville                     |                                                                           | 48° 10′ 34″ nord, 2° 52′ 18″ est | « PA00086947 »                | Classé Inscrit        | 1913 1946                | Église Saint-Martin d'Égreville                                     |
| Halles d'Égreville                                                  | Égreville                     |                                                                           | 48° 10′ 33″ nord, 2° 52′ 17″ est | « PA00086948 »                | Classé                | 1912                     | Halles d'Égreville                                                  |
| Propriété Dufet-Bourdelle                                           | Égreville                     |                                                                           | 48° 11′ 02″ nord, 2° 51′ 35″ est | « PA00135372 »                | Inscrit               | 1995                     | Propriété Dufet-Bourdelle                                           |
| Pont des Romains                                                    | Évry-Grégy-sur-Yerre          |                                                                           | 48° 40′ 05″ nord, 2° 38′ 05″ est | « PA00086954 »                | Classé                | 1992                     | Pont des Romains                                                    |
| Pont Saint-Pierre                                                   | Évry-Grégy-sur-Yerre          | Rue de la Branche                                                         | 48° 40′ 00″ nord, 2° 36′ 59″ est | « PA77000018 »                | Inscrit               | 2001                     | Pont Saint-Pierre                                                   |
| Abri orné de Faÿ-lès-Nemours                                        | Faÿ-lès-Nemours               | Bois de Faÿ                                                               | 48° 14′ 06″ nord, 2° 40′ 39″ est | « PA00086956 »                | Inscrit               | 1979                     | Image manquante Téléverser                                          |
| Château de Faÿ-lès-Nemours                                          | Faÿ-lès-Nemours               |                                                                           | 48° 14′ 00″ nord, 2° 40′ 58″ est | « PA00087344 »                | Inscrit               | 1991                     | Château de Faÿ-lès-Nemours                                          |
| Église Saint-Sulpice de Faÿ-lès-Nemours                             | Faÿ-lès-Nemours               | Bois de Faÿ                                                               | 48° 13′ 56″ nord, 2° 41′ 03″ est | « PA00086957 »                | Inscrit               | 1926                     | Église Saint-Sulpice de Faÿ-lès-Nemours                             |
| Église Sainte-Osmanne de Féricy                                     | Féricy                        |                                                                           | 48° 27′ 35″ nord, 2° 48′ 00″ est | « PA00086958 »                | Classé                | 1930                     | Église Sainte-Osmanne de Féricy                                     |
| Café Saint-Rémy                                                     | Ferrières-en-Brie             | 24 rue Jean-Jaurès                                                        | 48° 49′ 18″ nord, 2° 42′ 16″ est | « PA00087335 »                | Inscrit               | 1990                     | Café Saint-Rémy                                                     |
| Château de Ferrières                                                | Ferrières-en-Brie             |                                                                           | 48° 49′ 11″ nord, 2° 42′ 44″ est | « PA00086959 »                | Classé                | 2000 2003                | Château de Ferrières                                                |
| Buanderie du château Rothschild                                     | Ferrières-en-Brie             | Allée de la Taffarette                                                    | 48° 49′ 20″ nord, 2° 41′ 59″ est | « PA77000005 »                | Inscrit               | 1997                     | Buanderie du château Rothschild                                     |
| Écuries du château Rothschild                                       | Ferrières-en-Brie             | 7 rue du Général-de-Gaulle                                                | 48° 49′ 21″ nord, 2° 42′ 26″ est | « PA77000004 »                | Inscrit               | 1997                     | Écuries du château Rothschild                                       |
| Église Saint-Rémy de Ferrières-en-Brie                              | Ferrières-en-Brie             |                                                                           | 48° 49′ 16″ nord, 2° 42′ 15″ est | « PA00086960 »                | Classé                | 1847                     | Église Saint-Rémy de Ferrières-en-Brie                              |
| Croix de cimetière de Flagy                                         | Flagy                         |                                                                           | 48° 18′ 40″ nord, 2° 55′ 14″ est | « PA00086961 »                | Inscrit               | 1946                     | Croix de cimetière de Flagy                                         |
| Croix de la tombe d'Adrien Ligeron                                  | Flagy                         |                                                                           | 48° 18′ 40″ nord, 2° 55′ 16″ est | « PA00086962 »                | Inscrit               | 1946                     | Image manquante Téléverser                                          |
| Église Notre-Dame-de-l'Assomption de Flagy                          | Flagy                         |                                                                           | 48° 18′ 44″ nord, 2° 55′ 21″ est | « PA00086963 »                | Inscrit               | 1946                     | Église Notre-Dame-de-l'Assomption de Flagy                          |
| Château de Fleury-en-Bière                                          | Fleury-en-Bière               |                                                                           | 48° 26′ 45″ nord, 2° 32′ 53″ est | « PA00086964 »                | Classé                | 1947 1951                | Château de Fleury-en-Bière                                          |
| Église Notre-Dame-de-l'Assomption de Fleury-en-Bière                | Fleury-en-Bière               |                                                                           | 48° 26′ 48″ nord, 2° 32′ 54″ est | « PA00086965 »                | Inscrit               | 1926                     | Église Notre-Dame-de-l'Assomption de Fleury-en-Bière                |
| Église Saint-Martin de Fontaine-le-Port                             | Fontaine-le-Port              |                                                                           | 48° 29′ 12″ nord, 2° 45′ 31″ est | « PA00086966 »                | Inscrit               | 1949                     | Église Saint-Martin de Fontaine-le-Port                             |
| Église Saint-Martin de Fromont                                      | Fromont                       |                                                                           | 48° 15′ 19″ nord, 2° 30′ 12″ est | « PA00087007 »                | Inscrit               | 1926                     | Église Saint-Martin de Fromont                                      |
| Église Saint-Martin de La Genevraye                                 | La Genevraye                  |                                                                           | 48° 19′ 15″ nord, 2° 45′ 00″ est | « PA00087009 »                | Classé                | 1975                     | Église Saint-Martin de La Genevraye                                 |
| Château de Guermantes                                               | Gouvernes                     | Allée du Château, 77400 Gouvernes                                         | 48° 51′ 23″ nord, 2° 41′ 48″ est | « PA00087026 »                | Classé                | 1970                     | Château de Guermantes                                               |
| Église Saint-Germain de Gouvernes                                   | Gouvernes                     | 2 rue Saint-Germain                                                       | 48° 51′ 42″ nord, 2° 41′ 45″ est | « PA77000025 »                | Inscrit               | 2009                     | Église Saint-Germain de Gouvernes                                   |
| Borne fleurdelysée n°28 (Grandpuits-Bailly-Carrois)                 | Grandpuits-Bailly-Carrois     | R.D. 619                                                                  | 48° 35′ 15″ nord, 2° 55′ 41″ est | « PA00087014 »                | Classé                | 1964                     | Borne fleurdelysée n°28 (Grandpuits-Bailly-Carrois)                 |
| Borne fleurdelysée n°29 (Grandpuits-Bailly-Carrois)                 | Grandpuits-Bailly-Carrois     | R.D. 619                                                                  | 48° 34′ 59″ nord, 2° 57′ 12″ est | « PA00087014 »                | Classé                | 1964                     | Borne fleurdelysée n°29 (Grandpuits-Bailly-Carrois)                 |
| Borne fleurdelysée n°30 (Grandpuits-Bailly-Carrois)                 | Grandpuits-Bailly-Carrois     | R.D. 619                                                                  | 48° 34′ 45″ nord, 2° 58′ 43″ est | « PA00087015 »                | Classé                | 1964                     | Borne fleurdelysée n°30 (Grandpuits-Bailly-Carrois)                 |
| Ferme de la Salle                                                   | Grandpuits-Bailly-Carrois     |                                                                           | 48° 34′ 56″ nord, 2° 57′ 48″ est | « PA00087016 »                | Inscrit               | 1972                     | Ferme de la Salle                                                   |
| Église Notre-Dame-et-Saint-Laurent de Grez-sur-Loing                | Grez-sur-Loing                |                                                                           | 48° 18′ 56″ nord, 2° 41′ 28″ est | « PA00087018 »                | Classé                | 1907                     | Église Notre-Dame-et-Saint-Laurent de Grez-sur-Loing                |
| Immeuble                                                            | Grez-sur-Loing                | Impasse du Loing                                                          | 48° 19′ 06″ nord, 2° 41′ 38″ est | « PA00087019 »                | Inscrit               | 1926                     | Image manquante Téléverser                                          |
| Pont sur le Loing                                                   | Grez-sur-Loing                |                                                                           | 48° 18′ 58″ nord, 2° 41′ 36″ est | « PA00087020 »                | Inscrit               | 1926                     | Pont sur le Loing                                                   |
| Tour de Ganne                                                       | Grez-sur-Loing                |                                                                           | 48° 18′ 59″ nord, 2° 41′ 31″ est | « PA00087017 »                | Classé                | 1907                     | Tour de Ganne                                                       |
| Château de la Grange-le-Roi                                         | Grisy-Suisnes                 |                                                                           | 48° 41′ 18″ nord, 2° 41′ 53″ est | « PA00087021 »                | Inscrit               | 1926                     | Image manquante Téléverser                                          |
| Château de Suisnes                                                  | Grisy-Suisnes                 |                                                                           | 48° 40′ 07″ nord, 2° 39′ 50″ est | « PA00087022 »                | Inscrit               | 1928                     | Château de Suisnes                                                  |
| Église Notre-Dame-de-l'Assomption de Guercheville                   | Guercheville                  |                                                                           | 48° 15′ 40″ nord, 2° 33′ 34″ est | « PA00087024 »                | Classé                | 1947                     | Église Notre-Dame-de-l'Assomption de Guercheville                   |
| Château de Guermantes                                               | Guermantes                    |                                                                           | 48° 51′ 11″ nord, 2° 41′ 52″ est | « PA00087025 »                | Classé                | 1944 1970                | Château de Guermantes                                               |
| Église Saint-Jacques-le-Mineur de Guignes                           | Guignes                       |                                                                           | 48° 38′ 14″ nord, 2° 47′ 51″ est | « PA00087027 »                | Inscrit               | 1926                     | Église Saint-Jacques-le-Mineur de Guignes                           |
| Chapelle de Fontaineroux                                            | Héricy                        | Ferme du Prieuré                                                          | 48° 26′ 14″ nord, 2° 48′ 24″ est | « PA00087029 »                | Inscrit               | 1926                     | Image manquante Téléverser                                          |
| Église Sainte-Geneviève d'Héricy                                    | Héricy                        |                                                                           | 48° 26′ 57″ nord, 2° 45′ 58″ est | « PA00087030 »                | Classé                | 1908                     | Église Sainte-Geneviève d'Héricy                                    |
| Gisement archéologique du Haut Château                              | Jablines                      |                                                                           | 48° 54′ 30″ nord, 2° 45′ 57″ est | « PA00087339 »                | Inscrit               | 1989                     | Image manquante Téléverser                                          |
| Château de Jossigny                                                 | Jossigny                      |                                                                           | 48° 50′ 14″ nord, 2° 45′ 13″ est | « PA00087036 »                | Classé                | 1942                     | Château de Jossigny                                                 |
| Abbatiale Notre-Dame-des-Ardents-et-Saint-Pierre de Lagny-sur-Marne | Lagny-sur-Marne               |                                                                           | 48° 52′ 39″ nord, 2° 42′ 23″ est | « PA00087044 »                | Classé                | 1886                     | Abbatiale Notre-Dame-des-Ardents-et-Saint-Pierre de Lagny-sur-Marne |
| Abbaye Saint-Pierre de Lagny-sur-Marne                              | Lagny-sur-Marne               |                                                                           | 48° 52′ 39″ nord, 2° 42′ 20″ est | « PA00087043 »                | Inscrit               | 1969                     | Abbaye Saint-Pierre de Lagny-sur-Marne                              |
| Ancienne église Saint-Fursy de Lagny-sur-Marne                      | Lagny-sur-Marne               | 6 place de la Fontaine 11 rue du Temple                                   | 48° 52′ 39″ nord, 2° 42′ 15″ est | « PA00087045 »                | Classé                | 1982                     | Ancienne église Saint-Fursy de Lagny-sur-Marne                      |
| Fontaine Saint-Fursy                                                | Lagny-sur-Marne               |                                                                           | 48° 52′ 38″ nord, 2° 42′ 17″ est | « PA00087046 »                | Inscrit               | 1926                     | Fontaine Saint-Fursy                                                |
| Immeuble des Cinq Pignons                                           | Lagny-sur-Marne               | 1 place de la Fontaine                                                    | 48° 52′ 39″ nord, 2° 42′ 18″ est | « PA00087047 »                | Inscrit               | 1970                     | Immeuble des Cinq Pignons                                           |
| Immeuble des Cinq Pignons                                           | Lagny-sur-Marne               | 3 place de la Fontaine                                                    | 48° 52′ 39″ nord, 2° 42′ 18″ est | « PA00087048 »                | Inscrit               | 1970                     | Immeuble des Cinq Pignons                                           |
| Immeuble des Cinq Pignons                                           | Lagny-sur-Marne               | 5 place de la Fontaine                                                    | 48° 52′ 39″ nord, 2° 42′ 18″ est | « PA00087049 »                | Inscrit               | 1970                     | Immeuble des Cinq Pignons                                           |
| Immeuble des Cinq Pignons                                           | Lagny-sur-Marne               | 7 place de la Fontaine 8 place de l'Hôtel-de-Ville                        | 48° 52′ 39″ nord, 2° 42′ 18″ est | « PA00087050 »                | Inscrit               | 1970                     | Immeuble des Cinq Pignons                                           |
| Maison Claveau de voussure encastré                                 | Lagny-sur-Marne               | 8 Rue de l'Hôtel-de-Ville 4 Cour de l'Abbaye                              | 48° 52′ 40″ nord, 2° 42′ 18″ est | « PA00087051 »                | Inscrit Radié en 2020 | 1956                     | MaisonClaveau de voussure encastré                                  |
| Abri de Larchant                                                    | Larchant                      |                                                                           | 48° 18′ 25″ nord, 2° 35′ 18″ est | « PA00087052 »                | Classé                | 1953                     | Image manquante Téléverser                                          |
| Église Saint-Mathurin de Larchant                                   | Larchant                      |                                                                           | 48° 17′ 02″ nord, 2° 35′ 46″ est | « PA00087053 »                | Classé                | 1846                     | Église Saint-Mathurin de Larchant                                   |
| Ferme du Chapitre                                                   | Larchant                      |                                                                           | 48° 16′ 53″ nord, 2° 35′ 19″ est | « PA00087054 »                | Inscrit               | 1981                     | Ferme du Chapitre                                                   |
| Hôtel du Pèlerin                                                    | Larchant                      | Rue des Sablons                                                           | 48° 17′ 02″ nord, 2° 35′ 39″ est | « PA00087055 »                | Inscrit               | 1926                     | Hôtel du Pèlerin                                                    |
| Église Saint-Yon de Lésigny                                         | Lésigny                       |                                                                           | 48° 44′ 38″ nord, 2° 36′ 57″ est | « PA00087058 »                | Classé                | 1908                     | Église Saint-Yon de Lésigny                                         |
| Église Saint-Pierre de Lissy                                        | Lissy                         |                                                                           | 48° 37′ 35″ nord, 2° 41′ 41″ est | « PA00087060 »                | Inscrit               | 1926                     | Église Saint-Pierre de Lissy                                        |
| Église Saint-Étienne de Liverdy-en-Brie                             | Liverdy-en-Brie               |                                                                           | 48° 42′ 04″ nord, 2° 46′ 36″ est | « PA00133014 »                | Inscrit               | 1994                     | Église Saint-Étienne de Liverdy-en-Brie                             |
| Château de La Motte                                                 | Lorrez-le-Bocage-Préaux       |                                                                           | 48° 14′ 05″ nord, 2° 53′ 57″ est | « PA00087065 »                | Inscrit               | 1975                     | Château de La Motte                                                 |
| Croix de la Pierre Percée                                           | Lorrez-le-Bocage-Préaux       |                                                                           | 48° 14′ 29″ nord, 2° 54′ 17″ est | « PA00087066 »                | Inscrit               | 1946                     | Croix de la Pierre Percée                                           |
| Église Notre-Dame-de-la-Nativité de Préaux                          | Lorrez-le-Bocage-Préaux       | Préaux                                                                    | 48° 13′ 25″ nord, 2° 52′ 32″ est | « PA00087068 »                | Inscrit               | 1949                     | Église Notre-Dame-de-la-Nativité de Préaux                          |
| Église Sainte-Anne de Lorrez-le-Bocage                              | Lorrez-le-Bocage-Préaux       | Lorrez-le-Bocage                                                          | 48° 14′ 19″ nord, 2° 54′ 01″ est | « PA00087067 »                | Inscrit               | 1926                     | Église Sainte-Anne de Lorrez-le-Bocage                              |
| Vieille Tour de Lorrez-le-Bocage                                    | Lorrez-le-Bocage-Préaux       |                                                                           | 48° 14′ 16″ nord, 2° 54′ 11″ est | « PA00087069 »                | Inscrit               | 1926                     | Vieille Tour de Lorrez-le-Bocage                                    |
| Église Saint-Vincent de Machault                                    | Machault                      |                                                                           | 48° 27′ 17″ nord, 2° 49′ 51″ est | « PA00087071 »                | Inscrit               | 1945                     | Église Saint-Vincent de Machault                                    |
| Croix hosannière de La Madeleine-sur-Loing                          | La Madeleine-sur-Loing        | Cimetière                                                                 | 48° 12′ 20″ nord, 2° 42′ 00″ est | « PA00087072 »                | Inscrit               | 1926                     | Croix hosannière de La Madeleine-sur-Loing                          |
| Église Sainte-Madeleine de La Madeleine-sur-Loing                   | La Madeleine-sur-Loing        |                                                                           | 48° 12′ 13″ nord, 2° 42′ 22″ est | « PA00087073 »                | Inscrit               | 1926                     | Église Sainte-Madeleine de La Madeleine-sur-Loing                   |
| Château de Vaux-le-Vicomte                                          | Maincy                        |                                                                           | 48° 33′ 57″ nord, 2° 42′ 51″ est | « PA00087074 » « PA00087106 » | Classé                | 1929 1939 1965 1968 1994 | Château de Vaux-le-Vicomte                                          |
| Église Saint-Étienne de Maincy                                      | Maincy                        |                                                                           | 48° 33′ 01″ nord, 2° 41′ 59″ est | « PA00087075 »                | Inscrit               | 1966                     | Église Saint-Étienne de Maincy                                      |
| Maison des Carmes                                                   | Maincy                        | 2, 4 rue des Carmes                                                       | 48° 33′ 09″ nord, 2° 42′ 01″ est | « PA00087076 »                | Inscrit               | 1970                     | Maison des Carmes                                                   |
| Église Saint-Michel de Maisoncelles-en-Gâtinais                     | Maisoncelles-en-Gâtinais      |                                                                           | 48° 11′ 17″ nord, 2° 37′ 33″ est | « PA00087078 »                | Inscrit               | 1926                     | Église Saint-Michel de Maisoncelles-en-Gâtinais                     |
| Collégiale Notre-Dame de Melun                                      | Melun                         |                                                                           | 48° 32′ 08″ nord, 2° 39′ 37″ est | « PA00087096 »                | Classé                | 1840                     | Collégiale Notre-Dame de Melun                                      |
| Couvent des Récollets de Melun                                      | Melun                         | 11 rue Fréteau-de-Pény                                                    | 48° 32′ 21″ nord, 2° 40′ 04″ est | « PA00132994 »                | Inscrit               | 1994                     | Couvent des Récollets de Melun                                      |
| Église Saint-Aspais de Melun                                        | Melun                         |                                                                           | 48° 32′ 20″ nord, 2° 39′ 34″ est | « PA00087097 »                | Classé                | 1914                     | Église Saint-Aspais de Melun                                        |
| Église Saint-Barthélemy de Melun                                    | Melun                         | Place de la Préfecture                                                    | 48° 32′ 30″ nord, 2° 39′ 21″ est | « PA00087098 »                | Inscrit               | 1946                     | Église Saint-Barthélemy de Melun                                    |
| Hôtel de préfecture de Seine-et-Marne                               | Melun                         |                                                                           | 48° 32′ 27″ nord, 2° 39′ 18″ est | « PA00087095 »                | Inscrit               | 1946                     | Hôtel de préfecture de Seine-et-Marne                               |
| Hôtel de la Vicomté                                                 | Melun                         | 4 quai de la Courtille                                                    | 48° 32′ 12″ nord, 2° 39′ 32″ est | « PA00087099 »                | Inscrit               | 1927                     | Hôtel de la Vicomté                                                 |
| Immeuble                                                            | Melun                         | 5 rue du Lin 1 rue du Presbytère                                          | 48° 32′ 17″ nord, 2° 39′ 31″ est | « PA00087100 »                | Inscrit               | 1927                     | Immeuble                                                            |
| Immeuble                                                            | Melun                         | 15 rue du Presbytère                                                      | 48° 32′ 19″ nord, 2° 39′ 32″ est | « PA00087101 »                | Inscrit               | 1927                     | Immeuble                                                            |
| Prieuré Saint-Sauveur                                               | Melun                         | 5 rue Saint-Étienne 1, 3, 5 rue du Château 2, 4 rue Saint-Sauveur         | 48° 32′ 10″ nord, 2° 39′ 28″ est | « PA00087102 »                | Inscrit               | 1946 2006                | Prieuré Saint-Sauveur                                               |
| Église Saint-Martin de Moisenay                                     | Moisenay                      |                                                                           | 48° 33′ 43″ nord, 2° 44′ 07″ est | « PA00087107 »                | Classé                | 1899                     | Église Saint-Martin de Moisenay                                     |
| Château de Cramayel                                                 | Moissy-Cramayel               |                                                                           | 48° 37′ 56″ nord, 2° 37′ 04″ est | « PA00087108 »                | Inscrit               | 1975                     | Château de Cramayel                                                 |
| Église Notre-Dame-de-l'Assomption de Moissy-Cramayel                | Moissy-Cramayel               |                                                                           | 48° 37′ 38″ nord, 2° 35′ 36″ est | « PA00087109 »                | Inscrit               | 1926                     | Église Notre-Dame-de-l'Assomption de Moissy-Cramayel                |
| Église Saint-Étienne de Mondreville                                 | Mondreville                   |                                                                           | 48° 08′ 37″ nord, 2° 36′ 36″ est | « PA00087110 »                | Classé                | 1999                     | Église Saint-Étienne de Mondreville                                 |
| Église Saint-Étienne de Montcourt-Fromonville                       | Montcourt-Fromonville         | Fromonville                                                               | 48° 17′ 28″ nord, 2° 41′ 48″ est | « PA00087115 »                | Inscrit               | 1926                     | Église Saint-Étienne de Montcourt-Fromonville                       |
| Église Notre-Dame d'Aubigny                                         | Montereau-sur-le-Jard         | Aubigny                                                                   | 48° 35′ 50″ nord, 2° 41′ 12″ est | « PA00087126 »                | Inscrit               | 1926                     | Église Notre-Dame d'Aubigny                                         |
| Église Saint-Martin de Montereau-sur-le-Jard                        | Montereau-sur-le-Jard         |                                                                           | 48° 35′ 26″ nord, 2° 40′ 06″ est | « PA00087125 »                | Inscrit               | 1926                     | Église Saint-Martin de Montereau-sur-le-Jard                        |
| Monument funéraire d'Acelin et Perrenelle de Courciaux              | Montereau-sur-le-Jard         | Cimetière                                                                 | 48° 35′ 41″ nord, 2° 40′ 39″ est | « PA00087127 »                | Inscrit               | 1939                     | Monument funéraire d'Acelin et Perrenelle de Courciaux              |
| Église Saint-Rémy de Montévrain                                     | Montévrain                    |                                                                           | 48° 52′ 34″ nord, 2° 44′ 42″ est | « PA00087128 »                | Classé                | 1928                     | Église Saint-Rémy de Montévrain                                     |
| Église Saint-Pierre-et-Saint-Paul de Montigny-sur-Loing             | Montigny-sur-Loing            |                                                                           | 48° 20′ 04″ nord, 2° 44′ 48″ est | « PA00087131 »                | Inscrit               | 1926                     | Église Saint-Pierre-et-Saint-Paul de Montigny-sur-Loing             |
| Monument à Tadeusz Kościuszko                                       | Montigny-sur-Loing            | Route de Fontainebleau                                                    | 48° 20′ 51″ nord, 2° 46′ 08″ est | « PA00125457 »                | Inscrit               | 1993                     | Monument à Tadeusz Kościuszko                                       |
| Trois Croix de cimetière de Montmachoux                             | Montmachoux                   | Cimetière                                                                 | 48° 19′ 09″ nord, 2° 59′ 44″ est | « PA00087134 »                | Inscrit               | 1946                     | Image manquante Téléverser                                          |
| Croix de Saint-Constant                                             | Montmachoux                   | Chemin de Flagy                                                           | 48° 19′ 14″ nord, 2° 59′ 26″ est | « PA00087133 »                | Inscrit               | 1947                     | Croix de Saint-Constant                                             |
| Église Saint-Martin de Montmachoux                                  | Montmachoux                   |                                                                           | 48° 19′ 09″ nord, 2° 59′ 44″ est | « PA00087135 »                | Inscrit               | 1926                     | Église Saint-Martin de Montmachoux                                  |
| Chapelle Saint-Pierre de Pontloup                                   | Moret-Loing-et-Orvanne        | Moret-sur-Loing                                                           | 48° 22′ 18″ nord, 2° 49′ 20″ est | « PA00087136 »                | Classé                | 1914                     | Chapelle Saint-Pierre de Pontloup                                   |
| Domaine de Ravanne (Écuelles)                                       | Moret-Loing-et-Orvanne        | Écuelles                                                                  | 48° 21′ 53″ nord, 2° 49′ 49″ est | « PA00086940 »                | Inscrit               | 1987                     | Domaine de Ravanne (Écuelles)                                       |
| Donjon de Moret                                                     | Moret-Loing-et-Orvanne        | 15 rue du Donjon, Moret-sur-Loing                                         | 48° 22′ 15″ nord, 2° 49′ 08″ est | « PA00087137 »                | Inscrit               | 1926 1974                | Donjon de Moret                                                     |
| Église Saint-Mammes de Montarlot                                    | Moret-Loing-et-Orvanne        | Montarlot                                                                 | 48° 20′ 58″ nord, 2° 50′ 59″ est | « PA00087112 »                | Classé                | 1908                     | Église Saint-Mammes de Montarlot                                    |
| Église Saint-Pierre-aux-Liens d'Épisy                               | Moret-Loing-et-Orvanne        | Épisy                                                                     | 48° 20′ 03″ nord, 2° 47′ 04″ est | « PA00086949 »                | Inscrit               | 1926                     | Église Saint-Pierre-aux-Liens d'Épisy                               |
| Église Saint-Rémi d'Écuelles                                        | Moret-Loing-et-Orvanne        | Écuelles                                                                  | 48° 21′ 13″ nord, 2° 49′ 15″ est | « PA00086941 »                | Inscrit               | 1926                     | Église Saint-Rémi d'Écuelles                                        |
| Église Notre-Dame de Moret-sur-Loing                                | Moret-Loing-et-Orvanne        | Moret-sur-Loing                                                           | 48° 22′ 19″ nord, 2° 49′ 05″ est | « PA00087138 »                | Classé                | 1840 1921                | Église Notre-Dame de Moret-sur-Loing                                |
| Hôtel de Chabouillé                                                 | Moret-Loing-et-Orvanne        | 40 rue Grande, Moret-sur-Loing                                            | 48° 22′ 23″ nord, 2° 49′ 03″ est | « PA00087141 »                | Classé                | 2002                     | Hôtel de Chabouillé                                                 |
| Hôtel de ville de Moret-sur-Loing                                   | Moret-Loing-et-Orvanne        | 26 rue Grande, Moret-sur-Loing                                            | 48° 22′ 23″ nord, 2° 48′ 59″ est | « PA00087340 »                | Inscrit               | 1990                     | Hôtel de ville de Moret-sur-Loing                                   |
| Immeuble                                                            | Moret-Loing-et-Orvanne        | 28 Grande-Rue, Moret-sur-Loing                                            | 48° 22′ 23″ nord, 2° 49′ 00″ est | « PA00087139 »                | Inscrit               | 1926                     | Immeuble                                                            |
| Immeuble                                                            | Moret-Loing-et-Orvanne        | 30 Grande-Rue, Moret-sur-Loing                                            | 48° 22′ 23″ nord, 2° 49′ 01″ est | « PA00087140 »                | Inscrit               | 1926                     | Immeuble                                                            |
| Maison Sauvé                                                        | Moret-Loing-et-Orvanne        | 1 rue du Port, Moret-sur-Loing                                            | 48° 22′ 22″ nord, 2° 49′ 08″ est | « PA00087144 »                | Classé                | 1911                     | Maison Sauvé                                                        |
| Maison Raccolet                                                     | Moret-Loing-et-Orvanne        | 15 rue Grande Place de l'Hôtel-de-Ville, Moret-sur-Loing                  | 48° 22′ 24″ nord, 2° 49′ 00″ est | « PA00087341 »                | Inscrit               | 1990                     | Maison Raccolet                                                     |
| Maisons                                                             | Moret-Loing-et-Orvanne        | 47, 49 rue Grande, Moret-sur-Loing                                        | 48° 22′ 22″ nord, 2° 49′ 04″ est | « PA00087142 »                | Inscrit               | 1926                     | Image manquante Téléverser                                          |
| Maisons du Bon-Saint-Jacques et des Religieuses                     | Moret-Loing-et-Orvanne        | 5 à 9 rue du Grez Place Royale, Moret-sur-Loing                           | 48° 22′ 17″ nord, 2° 49′ 04″ est | « PA00087143 »                | Inscrit               | 1926 1990                | Maisons du Bon-Saint-Jacques et des Religieuses                     |
| Pierre Droite                                                       | Moret-Loing-et-Orvanne        | Rue du Port, Écuelles                                                     | 48° 21′ 27″ nord, 2° 49′ 20″ est | « PA00086942 »                | Classé                | 1889                     | Pierre Droite                                                       |
| Pont de Moret                                                       | Moret-Loing-et-Orvanne        | Moret-sur-Loing                                                           | 48° 22′ 21″ nord, 2° 49′ 09″ est | « PA00087145 »                | Inscrit               | 1926                     | Pont de Moret                                                       |
| Porte de Bourgogne                                                  | Moret-Loing-et-Orvanne        | Moret-sur-Loing                                                           | 48° 22′ 22″ nord, 2° 49′ 07″ est | « PA00087146 »                | Classé                | 1840 1886                | Porte de Bourgogne                                                  |
| Porte de Paris                                                      | Moret-Loing-et-Orvanne        | Moret-sur-Loing                                                           | 48° 22′ 25″ nord, 2° 48′ 55″ est | « PA00087146 »                | Classé                | 1840 1886                | Porte de Paris                                                      |
| Poterne de l'Abreuvoir                                              | Moret-Loing-et-Orvanne        | Rue de l'Abreuvoir, Moret-sur-Loing                                       | 48° 22′ 22″ nord, 2° 49′ 08″ est | « PA00087147 »                | Inscrit               | 1926                     | Poterne de l'Abreuvoir                                              |
| Remparts de Moret-sur-Loing                                         | Moret-Loing-et-Orvanne        | Quai des laveuses, Moret-sur-Loing                                        | 48° 22′ 21″ nord, 2° 49′ 08″ est | « PA00087148 »                | Inscrit               | 1926 1939                | Remparts de Moret-sur-Loing                                         |
| Borne fleurdelysée n°25 (Mormant)                                   | Mormant                       | R.N. 19                                                                   | 48° 37′ 02″ nord, 2° 51′ 59″ est | « PA00087149 »                | Classé                | 1964                     | Borne fleurdelysée n°25 (Mormant)                                   |
| Borne fleurdelysée n°26 (Mormant)                                   | Mormant                       | 158 rue Charles De Gaulle                                                 | 48° 36′ 37″ nord, 2° 53′ 26″ est | « PA00087149 »                | Classé                | 1964                     | Borne fleurdelysée n°26 (Mormant)                                   |
| Église Saint-Germain-d'Auxerre de Lady                              | Mormant                       | Lady                                                                      | 48° 35′ 03″ nord, 2° 53′ 46″ est | « PA00087150 »                | Inscrit               | 1941                     | Église Saint-Germain-d'Auxerre de Lady                              |
| Château de Nandy                                                    | Nandy                         |                                                                           | 48° 34′ 51″ nord, 2° 34′ 01″ est | « PA00087155 »                | Classé                | 1968                     | Château de Nandy                                                    |
| Église Saint-Léger de Nandy                                         | Nandy                         |                                                                           | 48° 34′ 49″ nord, 2° 34′ 00″ est | « PA00087156 »                | Inscrit               | 1926                     | Église Saint-Léger de Nandy                                         |
| Pierre Clouée                                                       | Nanteau-sur-Lunain            |                                                                           | 48° 15′ 33″ nord, 2° 50′ 34″ est | « PA00087159 »                | Classé                | 1889                     | Pierre Clouée                                                       |
| Château de Nemours                                                  | Nemours                       | Cours du Château                                                          | 48° 15′ 56″ nord, 2° 41′ 49″ est | « PA00087162 »                | Inscrit Classé        | 1926 1977                | Château de Nemours                                                  |
| Église Saint-Jean-Baptiste de Nemours                               | Nemours                       | 39 place de la République                                                 | 48° 16′ 02″ nord, 2° 41′ 48″ est | « PA00087163 »                | Classé                | 1977                     | Église Saint-Jean-Baptiste de Nemours                               |
| Grand-Pont de Nemours                                               | Nemours                       | R.D. 607 R.D. 403                                                         | 48° 16′ 03″ nord, 2° 41′ 53″ est | « PA00087167 »                | Inscrit               | 1926                     | Grand-Pont de Nemours                                               |
| Hospice de Nemours                                                  | Nemours                       | 31-39 rue du Docteur-Chopy                                                | 48° 15′ 59″ nord, 2° 41′ 37″ est | « PA00087164 »                | Inscrit               | 1926                     | Hospice de Nemours                                                  |
| Immeuble                                                            | Nemours                       | 7 rue du Château                                                          | 48° 15′ 56″ nord, 2° 41′ 45″ est | « PA00087165 »                | Inscrit               | 1926                     | Immeuble                                                            |
| Maison des Receveurs du Canal                                       | Nemours                       | Quai du Canal                                                             | 48° 16′ 17″ nord, 2° 41′ 38″ est | « PA00087166 »                | Inscrit               | 1926                     | Maison des Receveurs du Canal                                       |
| Musée de la préhistoire d'Île-de-France                             | Nemours                       | 48 avenue Étienne-Dailly                                                  | 48° 15′ 37″ nord, 2° 42′ 49″ est | « PA77000019 »                | Inscrit               | 2002                     | Musée de la préhistoire d'Île-de-France                             |
| Ancien hôtel de ville de Noisiel                                    | Noisiel                       | 199 place Gaston-Menier                                                   | 48° 51′ 22″ nord, 2° 37′ 38″ est | « PA00087172 »                | Inscrit               | 1986                     | Ancien hôtel de ville de Noisiel                                    |
| Château de Noisiel                                                  | Noisiel                       | Cours du Château                                                          | 48° 51′ 08″ nord, 2° 37′ 06″ est | « PA00087168 »                | Inscrit               | 1986                     | Château de Noisiel                                                  |
| Ferme du Buisson                                                    | Noisiel                       |                                                                           | 48° 50′ 38″ nord, 2° 37′ 28″ est | « PA00087170 »                | Inscrit               | 1986                     | Ferme du Buisson                                                    |
| Grotte artificielle du petit château de Noisiel                     | Noisiel                       |                                                                           | 48° 51′ 24″ nord, 2° 37′ 21″ est | « PA77000036 »                | Inscrit               | 2019                     | Image manquante Téléverser                                          |
| Hôtel de ville de Noisiel                                           | Noisiel                       | Place Émile-Menier 25, 26 rue Albert-Menier                               | 48° 51′ 17″ nord, 2° 37′ 43″ est | « PA00087171 »                | Inscrit               | 1986                     | Hôtel de ville de Noisiel                                           |
| Monument à Émile Menier                                             | Noisiel                       | Place Émile-Menier                                                        | 48° 51′ 17″ nord, 2° 37′ 41″ est | « PA00087173 »                | Inscrit               | 1986                     | Monument à Émile Menier                                             |
| Petit Château de Noisiel                                            | Noisiel                       | 5 boulevard Pierre-Carle                                                  | 48° 51′ 23″ nord, 2° 37′ 22″ est | « PA00087169 »                | Inscrit               | 1986                     | Petit Château de Noisiel                                            |
| Réfectoires de Noisiel                                              | Noisiel                       | 28 place Émile-Menier                                                     | 48° 51′ 18″ nord, 2° 37′ 41″ est | « PA00087174 »                | Inscrit               | 1986                     | Réfectoires de Noisiel                                              |
| Usine Menier                                                        | Noisiel                       |                                                                           | 48° 51′ 26″ nord, 2° 37′ 26″ est | « PA00087175 »                | Inscrit Classé        | 1986 1992                | Usine Menier                                                        |
| Abri de la Grande Montagne                                          | Noisy-sur-École               |                                                                           | 48° 22′ 37″ nord, 2° 33′ 52″ est | « PA00087176 »                | Classé                | 1955                     | Image manquante Téléverser                                          |
| Abris de la Ségognole                                               | Noisy-sur-École               |                                                                           | 48° 23′ 18″ nord, 2° 31′ 29″ est | « PA00087177 »                | Classé                | 1953                     | Abris de la Ségognole                                               |
| Église Notre-Dame-de-l'Assomption de Noisy-sur-École                | Noisy-sur-École               |                                                                           | 48° 22′ 01″ nord, 2° 30′ 35″ est | « PA00087178 »                | Classé                | 1923                     | Église Notre-Dame-de-l'Assomption de Noisy-sur-École                |
| Polissoir du Fond du Goulay                                         | Noisy-sur-École               |                                                                           | 48° 22′ 16″ nord, 2° 27′ 15″ est | « PA00087179 »                | Classé                | 1924                     | Polissoir du Fond du Goulay                                         |
| Polissoirs de la Pierre-aux-Prêtres                                 | Noisy-sur-École               |                                                                           | 48° 21′ 34″ nord, 2° 27′ 25″ est | « PA00087180 »                | Classé                | 1929                     | Polissoirs de la Pierre-aux-Prêtres                                 |
| Croix de cimetière de Nonville                                      | Nonville                      |                                                                           | 48° 16′ 54″ nord, 2° 47′ 40″ est | « PA00087181 »                | Inscrit               | 1946                     | Croix de cimetière de Nonville                                      |
| Église Notre-Dame-de-l'Assomption d'Ormesson                        | Ormesson                      |                                                                           | 48° 14′ 40″ nord, 2° 39′ 09″ est | « PA00087184 »                | Inscrit               | 1926                     | Église Notre-Dame-de-l'Assomption d'Ormesson                        |
| Ferme Pereire                                                       | Ozoir-la-Ferrière             | La Belle-Croix                                                            | 48° 45′ 29″ nord, 2° 41′ 54″ est | « PA00087353 »                | Inscrit               | 1992                     | Ferme Pereire                                                       |
| Église Saint-Martin d'Ozouer-le-Voulgis                             | Ozouer-le-Voulgis             |                                                                           | 48° 39′ 37″ nord, 2° 46′ 25″ est | « PA00087186 »                | Inscrit               | 1926                     | Église Saint-Martin d'Ozouer-le-Voulgis                             |
| Château de Paley                                                    | Paley                         |                                                                           | 48° 14′ 28″ nord, 2° 51′ 44″ est | « PA00087187 »                | Inscrit               | 1987                     | Château de Paley                                                    |
| Église Saint-Georges de Paley                                       | Paley                         |                                                                           | 48° 14′ 30″ nord, 2° 51′ 44″ est | « PA00087188 »                | Inscrit               | 1949                     | Église Saint-Georges de Paley                                       |
| Polissoir de la Forêt-Noire                                         | Paley                         |                                                                           | 48° 14′ 51″ nord, 2° 51′ 53″ est | « PA00087189 »                | Classé                | 1923                     | Polissoir de la Forêt-Noire                                         |
| Polissoir de la Roche au Diable                                     | Paley                         |                                                                           | 48° 14′ 55″ nord, 2° 50′ 48″ est | « PA00087190 »                | Classé                | 1923                     | Polissoir de la Roche au Diable                                     |
| Église Saints-Gervais-et-Protais de Perthes                         | Perthes                       |                                                                           | 48° 28′ 35″ nord, 2° 33′ 17″ est | « PA00087193 »                | Inscrit               | 1926                     | Église Saints-Gervais-et-Protais de Perthes                         |
| Château de Ferrières                                                | Pontcarré                     |                                                                           | 48° 49′ 11″ nord, 2° 42′ 44″ est | « PA77000009 »                | Classé                | 2000 2003                | Château de Ferrières                                                |
| Église Notre-Dame de Corbeil                                        | Pringy                        |                                                                           | 48° 30′ 59″ nord, 2° 32′ 51″ est | « PA00087195 »                | Classé                | 1943                     | Église Notre-Dame de Corbeil                                        |
| Église Saint-Julien de Réau                                         | Réau                          |                                                                           | 48° 36′ 37″ nord, 2° 37′ 24″ est | « PA00087253 »                | Inscrit               | 1926                     | Église Saint-Julien de Réau                                         |
| Abri orné de Recloses                                               | Recloses                      |                                                                           | 48° 20′ 07″ nord, 2° 39′ 26″ est | « PA00087254 »                | Classé                | 1981                     | Image manquante Téléverser                                          |
| Église Saint-Martin de Recloses                                     | Recloses                      |                                                                           | 48° 20′ 51″ nord, 2° 38′ 32″ est | « PA00087255 »                | Inscrit               | 1926                     | Église Saint-Martin de Recloses                                     |
| Église Saint-Médard de Remauville                                   | Remauville                    |                                                                           | 48° 12′ 41″ nord, 2° 49′ 31″ est | « PA00087256 »                | Inscrit               | 1926                     | Église Saint-Médard de Remauville                                   |
| Château de La Rochette                                              | La Rochette                   |                                                                           | 48° 30′ 44″ nord, 2° 40′ 04″ est | « PA00087257 »                | Inscrit               | 1978 1995                | Château de La Rochette                                              |
| Château de Rubelles                                                 | Rubelles                      | Rue Solers                                                                | 48° 33′ 58″ nord, 2° 40′ 46″ est | « PA00087261 »                | Inscrit               | 1984                     | Château de Rubelles                                                 |
| Église Saint-Denis de Rumont                                        | Rumont                        |                                                                           | 48° 15′ 56″ nord, 2° 29′ 52″ est | « PA00087263 »                | Inscrit               | 1979                     | Église Saint-Denis de Rumont                                        |
| Pierre Larmoire                                                     | Rumont                        |                                                                           | 48° 16′ 46″ nord, 2° 30′ 25″ est | « PA00087262 »                | Classé                | 1889                     | Pierre Larmoire                                                     |
| Croix de cimetière de Saint-Fargeau-Ponthierry                      | Saint-Fargeau-Ponthierry      | Place de l'Église                                                         | 48° 33′ 13″ nord, 2° 31′ 39″ est | « PA77000017 »                | Inscrit               | 2000                     | Croix de cimetière de Saint-Fargeau-Ponthierry                      |
| Usine Leroy                                                         | Saint-Fargeau-Ponthierry      | 4 à 8 rue Pasteur Rue du 11-Novembre-1918                                 | 48° 32′ 12″ nord, 2° 32′ 46″ est | « PA00087269 »                | Inscrit               | 1986 2006                | Usine Leroy                                                         |
| Église Saint-Mammès de Saint-Mammès                                 | Saint-Mammès                  | Place Renoux-Bernard                                                      | 48° 23′ 20″ nord, 2° 48′ 28″ est | « PA00087272 »                | Inscrit               | 1926                     | Église Saint-Mammès de Saint-Mammès                                 |
| Église Saint-Méry de Saint-Méry                                     | Saint-Méry                    |                                                                           | 48° 34′ 41″ nord, 2° 49′ 34″ est | « PA00087273 »                | Inscrit               | 1949                     | Église Saint-Méry de Saint-Méry                                     |
| Église Saint-Pierre-Saint-Paul de Saint-Pierre-lès-Nemours          | Saint-Pierre-lès-Nemours      | Place de l'Abbé-Maury                                                     | 48° 15′ 43″ nord, 2° 41′ 28″ est | « PA00087275 »                | Inscrit               | 1926                     | Église Saint-Pierre-Saint-Paul de Saint-Pierre-lès-Nemours          |
| Église Saint-Jean-Baptiste de Saint-Thibault-des-Vignes             | Saint-Thibault-des-Vignes     |                                                                           | 48° 52′ 07″ nord, 2° 41′ 20″ est | « PA00087276 »                | Classé Inscrit        | 1974                     | Église Saint-Jean-Baptiste de Saint-Thibault-des-Vignes             |
| Les Caves                                                           | Samois-sur-Seine              | 25 rue Auguste-Joly                                                       | 48° 27′ 12″ nord, 2° 45′ 06″ est | « PA00087279 »                | Inscrit               | 1949                     | Les Caves                                                           |
| Église Saint-Hilaire de Samois-sur-Seine                            | Samois-sur-Seine              |                                                                           | 48° 27′ 08″ nord, 2° 45′ 07″ est | « PA00087278 »                | Inscrit               | 1949                     | Église Saint-Hilaire de Samois-sur-Seine                            |
| Villa Les Fontaines-Dieu                                            | Samois-sur-Seine              | 1 quai Franklin-Roosevelt                                                 | 48° 26′ 41″ nord, 2° 44′ 59″ est | « PA77000020 »                | Inscrit               | 2002                     | Villa Les Fontaines-Dieu                                            |
| Église Saint-Pierre de Samoreau                                     | Samoreau                      |                                                                           | 48° 25′ 23″ nord, 2° 45′ 01″ est | « PA00087280 »                | Inscrit               | 1949                     | Église Saint-Pierre de Samoreau                                     |
| Ferme du Bas-Samoreau                                               | Samoreau                      |                                                                           | 48° 25′ 21″ nord, 2° 44′ 58″ est | « PA00087281 »                | Inscrit               | 1926                     | Ferme du Bas-Samoreau                                               |
| Église Saint-Germain-d'Auxerre de Savigny-le-Temple                 | Savigny-le-Temple             |                                                                           | 48° 34′ 32″ nord, 2° 35′ 00″ est | « PA00087283 »                | Inscrit               | 1926                     | Église Saint-Germain-d'Auxerre de Savigny-le-Temple                 |
| Ancien château de Croix-Fontaine                                    | Seine-Port                    | 40 rue Croix-Fontaine                                                     | 48° 33′ 57″ nord, 2° 33′ 02″ est | « PA00132995 »                | Inscrit               | 1994                     | Ancien château de Croix-Fontaine                                    |
| Sépulture d'Isabelle et René Viviani                                | Seine-Port                    | Cimetière                                                                 | 48° 33′ 20″ nord, 2° 33′ 34″ est | « PA77000031 »                | Inscrit               | 2016                     | Sépulture d'Isabelle et René Viviani                                |
| Église Saint-Louis de Servon                                        | Servon                        |                                                                           | 48° 43′ 01″ nord, 2° 35′ 10″ est | « PA00087285 »                | Inscrit               | 1939                     | Église Saint-Louis de Servon                                        |
| Château de Courtry                                                  | Sivry-Courtry                 |                                                                           | 48° 32′ 32″ nord, 2° 46′ 05″ est | « PA00087287 »                | Inscrit               | 1946                     | Château de Courtry                                                  |
| Église Notre-Dame-de-l'Assomption de Soignolles-en-Brie             | Soignolles-en-Brie            |                                                                           | 48° 39′ 13″ nord, 2° 41′ 54″ est | « PA00087288 »                | Inscrit               | 1926                     | Église Notre-Dame-de-l'Assomption de Soignolles-en-Brie             |
| Abbaye de Cercanceaux                                               | Souppes-sur-Loing             |                                                                           | 48° 09′ 49″ nord, 2° 45′ 04″ est | « PA00087289 »                | Inscrit               | 1926                     | Abbaye de Cercanceaux                                               |
| Église Saint-Clair-Saint-Léger de Souppes-sur-Loing                 | Souppes-sur-Loing             |                                                                           | 48° 10′ 55″ nord, 2° 43′ 53″ est | « PA00087290 »                | Classé                | 1908                     | Église Saint-Clair-Saint-Léger de Souppes-sur-Loing                 |
| Polissoirs du Gué de Beaumoulin                                     | Souppes-sur-Loing             |                                                                           | 48° 11′ 49″ nord, 2° 43′ 15″ est | « PA00087291 »                | Classé                | 1889                     | Polissoirs du Gué de Beaumoulin                                     |
| Chemin des Longs Sillons                                            | Thomery                       | Rue de la République Rue Victor-Hugo Rue de By Rue des Montforts          | 48° 24′ 22″ nord, 2° 47′ 06″ est | « PA00125458 »                | Inscrit               | 1993                     | Chemin des Longs Sillons                                            |
| Église Saint-Amand de Thomery                                       | Thomery                       |                                                                           | 48° 24′ 36″ nord, 2° 47′ 11″ est | « PA00087295 »                | Classé                | 1948                     | Église Saint-Amand de Thomery                                       |
| Abbaye de Chaalis                                                   | Thorigny-sur-Marne            | 5 rue de Chaalis                                                          | 48° 53′ 03″ nord, 2° 42′ 23″ est | « PA00087296 »                | Inscrit               | 1970                     | Abbaye de Chaalis                                                   |
| Pierre Cornoise                                                     | Thoury-Férottes               |                                                                           | 48° 17′ 56″ nord, 2° 55′ 36″ est | « PA00087297 »                | Classé                | 1889                     | Pierre Cornoise                                                     |
| Hôtel de ville de Tournan-en-Brie                                   | Tournan-en-Brie               |                                                                           | 48° 44′ 26″ nord, 2° 45′ 50″ est | « PA00087298 »                | Inscrit               | 1949                     | Hôtel de ville de Tournan-en-Brie                                   |
| Menhir de la Croix Saint-Jacques                                    | Tousson                       |                                                                           | 48° 20′ 30″ nord, 2° 27′ 27″ est | « PA00087299 »                | Classé                | 1924                     | Menhir de la Croix Saint-Jacques                                    |
| Pierre aux Prêtres                                                  | Tousson                       |                                                                           | 48° 21′ 32″ nord, 2° 27′ 14″ est | « PA00087300 »                | Classé                | 1913                     | Pierre aux Prêtres                                                  |
| Église Saint-Martin de Treuzy                                       | Treuzy-Levelay                |                                                                           | 48° 16′ 40″ nord, 2° 48′ 11″ est | « PA00087301 »                | Inscrit               | 1926                     | Église Saint-Martin de Treuzy                                       |
| Tuilerie de Bezanleu                                                | Treuzy-Levelay                |                                                                           | 48° 17′ 03″ nord, 2° 49′ 08″ est | « PA00087338 »                | Inscrit               | 1989                     | Tuilerie de Bezanleu                                                |
| Église Saint-Martin d'Ury                                           | Ury                           |                                                                           | 48° 20′ 34″ nord, 2° 36′ 03″ est | « PA00087303 »                | Inscrit               | 1926                     | Église Saint-Martin d'Ury                                           |
| Ermitage de Fourche                                                 | Le Vaudoué                    |                                                                           | 48° 20′ 12″ nord, 2° 31′ 01″ est | « PA00087307 »                | Inscrit               | 1926                     | Ermitage de Fourche                                                 |
| Château de Vaux-le-Pénil                                            | Vaux-le-Pénil                 |                                                                           | 48° 31′ 56″ nord, 2° 40′ 12″ est | « PA00087309 »                | Inscrit               | 1946                     | Château de Vaux-le-Pénil                                            |
| Église Saints-Pierre-et-Paul de Vaux-le-Pénil                       | Vaux-le-Pénil                 | Rue Montagne-Sainte-Gemme                                                 | 48° 31′ 55″ nord, 2° 40′ 13″ est | « PA00087310 »                | Inscrit               | 1926                     | Église Saints-Pierre-et-Paul de Vaux-le-Pénil                       |
| Château d'Argeville                                                 | Vernou-la-Celle-sur-Seine     |                                                                           | 48° 23′ 23″ nord, 2° 51′ 13″ est | « PA00087314 »                | Inscrit               | 1986                     | Château d'Argeville                                                 |
| Château de Beaurepaire                                              | Vernou-la-Celle-sur-Seine     | Route de Valence                                                          | 48° 25′ 33″ nord, 2° 52′ 54″ est | « PA00125459 »                | Inscrit               | 1993                     | Château de Beaurepaire                                              |
| Château de Graville                                                 | Vernou-la-Celle-sur-Seine     |                                                                           | 48° 24′ 14″ nord, 2° 49′ 43″ est | « PA00086845 »                | Inscrit               | 2006                     | Château de Graville                                                 |
| Église Saint-Fortuné de Vernou                                      | Vernou-la-Celle-sur-Seine     |                                                                           | 48° 23′ 19″ nord, 2° 50′ 50″ est | « PA00087315 »                | Inscrit               | 1946                     | Église Saint-Fortuné de Vernou                                      |
| Église Saint-Pierre de La Celle                                     | Vernou-la-Celle-sur-Seine     |                                                                           | 48° 23′ 36″ nord, 2° 49′ 30″ est | « PA00086846 »                | Inscrit               | 1926                     | Église Saint-Pierre de La Celle                                     |
| Église Saint-Pierre de Vert-Saint-Denis                             | Vert-Saint-Denis              |                                                                           | 48° 33′ 56″ nord, 2° 36′ 48″ est | « PA00087316 »                | Inscrit               | 1980                     | Église Saint-Pierre de Vert-Saint-Denis                             |
| Chapelle Saint-Laurent de Passy                                     | Villebéon                     |                                                                           | 48° 12′ 22″ nord, 2° 54′ 44″ est | « PA00087318 »                | Inscrit               | 1984                     | Chapelle Saint-Laurent de Passy                                     |
| Château de Saint-Ange                                               | Villecerf                     |                                                                           | 48° 19′ 18″ nord, 2° 51′ 49″ est | « PA00087319 »                | Inscrit               | 1926 1951                | Château de Saint-Ange                                               |
| Ferme de Trin                                                       | Villecerf                     |                                                                           | 48° 19′ 27″ nord, 2° 49′ 33″ est | « PA00087320 »                | Inscrit               | 1926                     | Ferme de Trin                                                       |
| Église Notre-Dame-de-l'Assomption de Villemer                       | Villemer                      |                                                                           | 48° 18′ 04″ nord, 2° 49′ 30″ est | « PA00087321 »                | Inscrit               | 1926                     | Église Notre-Dame-de-l'Assomption de Villemer                       |
| Église Saint-Jacques de Ville-Saint-Jacques                         | Ville-Saint-Jacques           |                                                                           | 48° 20′ 33″ nord, 2° 53′ 47″ est | « PA00087317 »                | Inscrit               | 1926                     | Église Saint-Jacques de Ville-Saint-Jacques                         |
| Église Saint-Étienne de Villiers-sous-Grez                          | Villiers-sous-Grez            |                                                                           | 48° 19′ 02″ nord, 2° 38′ 53″ est | « PA00087327 »                | Classé                | 1908                     | Église Saint-Étienne de Villiers-sous-Grez                          |
| Église Notre-Dame-de-l'Assomption de Voulx                          | Voulx                         |                                                                           | 48° 16′ 54″ nord, 2° 58′ 13″ est | « PA00087330 »                | Inscrit               | 1926                     | Église Notre-Dame-de-l'Assomption de Voulx                          |
| Maison des Dîmes                                                    | Voulx                         | 82 Grande-Rue                                                             | 48° 16′ 45″ nord, 2° 58′ 06″ est | « PA00087331 »                | Inscrit               | 1987                     | Maison des Dîmes                                                    |
| Maison de Stéphane Mallarmé                                         | Vulaines-sur-Seine            |                                                                           | 48° 25′ 52″ nord, 2° 44′ 48″ est | « PA00087333 »                | Inscrit               | 1946                     | Maison de Stéphane Mallarmé                                         |